# Jack Conger
Jack Conger, född 26 september 1994, är en amerikansk simmare.
Conger tävlade för USA vid olympiska sommarspelen 2016 i Rio de Janeiro, där han vann guld på 4 × 200 meter frisim.